# ستيوارت لي (لاعب كريكت)
ستيوارت لي (1885 في المملكة المتحدة - 2 فبراير 1960 في المملكة المتحدة) (بالإنجليزية: Stewart Lee)‏ هو لاعب كريكت بريطاني وبريطاني (وحمل سابقاً جنسية المملكة المتحدة لبريطانيا العظمى وأيرلندا). لعب مع Oxfordshire County Cricket Club ‏.

## وصلات خارجية
- ستيوارت لي على موقع إي آس بي آن كريك إنفو (الإنجليزية)